# Franz Bulitta
Franz Bulitta (* 2. Dezember 1900 in Köslienen (polnisch: Kieźliny)/Kreis Allenstein im Ermland (Ostpreußen); † 19. November 1974 in Salzkotten, Kreis Paderborn) war Geistlicher Rat und katholischer Pfarrer von Willenberg/Kreis Ortelsburg (Ostpreußen), dann freiwilliger deutscher Geistlicher in den an das Deutsche Reich angeschlossenen (ehemals westpreußischen) polnischen Gebieten als Pfarradministrator der Pfarreien in Elchwalde (Osiek)/Kreis Preußisch Stargard und Schwetz, Bischöflicher Kommissar im Kreis Schwetz (Weichsel), Pfarradministrator in Rittel/Kreis Konitz über das Ende des II. Weltkrieges hinaus sowie ab 1948 Pfarrverweser in Hedersleben und Kuratus in Gernrode.

## Leben und Wirken
Er war ein Bruder von Alois und Josef Bulitta. Nach dem Besuch der Volksschule in Köslienen/Kreis Allenstein besuchte er das Humanistische Gymnasium in Allenstein, wo er am 7. März 1921 das Abitur ablegte. Es folgte das Studium der Theologie und Philosophie an der Staatlichen Akademie Braunsberg/Ostpreußen sowie zwischenzeitlich auch an der Universität Freiburg im Breisgau  (Ostern 1921 bis 4. Februar 1926). Seine Subdiakonatsweihe erfolgte am 19. Juli 1925 und am 14. Februar 1926 wurde er durch den Bischof von Ermland, Augustinus Bludau in der Kathedrale Mariä Himmelfahrt und St. Andreas in Frauenburg  zum Priester geweiht. Am gleichen Tag wurde zum Kaplan von Groß Purden/Kreis Allenstein ernannt. Zum 20. Dezember 1926 wurde er zum Kaplan in Heligelinde im Kreis Rastenburg berufen. 1930 bis 1933 war er Kaplan in Bischofsburg im Kreis Rössel (Ostpreußen). Anfang August 1933 erfolgt sein Stellenantritt als Kaplan in Marienwerder, wohin er auf NS-Druck versetzt wurde. Am 27. Februar 1936 erfolgte dann die kanonische Institution auf die Pfarrstelle in Willenberg/Kreis Ortelsburg in der bischöflichen Hauskapelle zu Frauenburg. Die Einführung als Pfarrer in die Pfarrei St. Johannes Nepomuk in Willenberg/Kreis Ortelsburg fand am 13. April 1936 statt. Dort erhielt er Unterrichtsverbot durch den Regierungspräsidenten wegen „politischer Unzuverlässigkeit“, mehrere Verhöre durch die Gestapo, Überwachung durch die Polizei wegen einer regimekritischen Äußerung, was aber auf den energischen Protest des Bischöflichen Ermländischen General-Vikariats in Frauenburg/Ostpreußen stieß (1936).
Im polnischen Teil Westpreußens waren durch den Einmarsch der deutschen Truppen nach Beginn des II. Weltkrieges bedeutende Veränderungen im kirchlichen Leben eingetreten. Der Bischof Stanisław Wojciech Okoniewski von Kulm war geflohen. Rom unterstellte die Diözese Carl Maria Splett, dem Bischof von Danzig. Die Priester wurden verhaftet und meist ins KZ gebracht, von wo kaum jemand zurückkehrte. In der Diözese Kulm wurden 211 Priester von der Gestapo ermordet. Am Ende dieser Aktion waren Westpreußens Pfarrhäuser und Kaplaneien fast priesterleer. Kardinal Adolf Bertram von Breslau, der Leiter der ostdeutschen Kirchenprovinz, schaltete sich ein und bat die an Westpreußen grenzenden Diözesen um Priester. Bischof Maximilian Kaller von Ermland schrieb daraufhin an etwa 20 jüngere Priester seiner ermländischen Diözese mit ausreichenden polnischen Sprachkenntnissen. Etwa die Hälfte erklärte sich bereit, nach Westpreußen zu gehen. Die eigenen Pfarreien sollten einen Vertreter erhalten. Franz Bulitta schrieb über seine Entscheidung nach Westpreußen zu gehen: „Bereits im Oktober 1939 sprach mich Bischof Kaller auf die Aushilfe im Bistum Kulm an. Ich dachte mir: So viele Männer stehen an der Front; wieso sollte ich nicht im besetzten Gebiet als Seelsorger aushelfen? Ich beherrschte die polnische Sprache einigermaßen und konnte daher die Gottesdienste auf Deutsch und Polnisch halten. Dennoch fiel mir Polnisch im täglichen Umgang schwer. Als Vertretung wurde Pater Johannes Pokart aus dem Missionshaus St. Adalbert, Mehlsack, in meine Pfarrei (in Willenberg) entsandt.“ Bischof Carl Maria Splett ernannte Bulitta zum Pfarradministrator für die Pfarrei Elchwalde (Osiek)/Kr. Preußisch Stargard (2. Februar 1940). Die Gestapo erteilte Bulitta eine Aufenthaltsgenehmigung für seelsorgliche Tätigkeit in Westpreußen (8. Februar 1940) Am 17. Februar 1940 kam Bulitta dann in Elchwalde (Osiek)/Kr. Preußisch Stargard an. Kurze Zeit später wurde Bulitta zum Pfarradministrator in Schwetz bestellt (1. April 1940). Bischof Carl Maria Splett ernannte ihn im selben Jahr noch zum Bischöflichen Kommissar im Kreis Schwetz (Weichsel) (17. November 1940 bis 1. März 1945). Bulitta übernahm auch noch die zusätzliche Verwaltung der Pfarreien Schönau, Pfennigsdorf (Pienonskowo) und Scherwindt (Sartowitz) im Kreis Schwetz sowie der Gemeinden Kirchenjahn, Langenwalde (Kasperhausen) und Großwollental (Skórcz) im Kreis Preußisch Stargard (Mitte 1943). Nach dem Einmarsch der sowjetischen Armee erhielt er zunächst vierwöchigen Hausarrest, durfte dann aber wieder Gottesdienst in den Gemeinden des Kreis Schwetz abhalten (1945). Er wurde anschließend Pfarradministrator in Großwollental (Skórcz) (1. April 1945 bis 15. September 1945), dann wieder in Osiek (bis 14. Oktober 1946). Er war dann noch Pfarradministrator in Rittel (ehemals Kreis Konitz im ehemaligen Westpreußen) (1. November 1946 bis 6. September 1948) Bulitta resümierte über seine Zeit im Bistum Pelplin: „Die Jahre 1940 bis 1948 waren trotz allem Schweren, ja gerade deshalb, eine Zeit der Gnade Gottes, den wir damals als ganz nahe empfanden. Möge die Arbeit der deutschen Priester in den polnischen Gebieten dazu beitragen, dass beide Völker einander näherkommen und sich ganz aussöhnen.“ Der ehemalige Bischof von Ermland, Maximilian Kaller, würdigte insbesondere Bulittas Einsatz im ehemaligen Westpreußen über das Kriegsende hinaus: „Ich wünschte, für Sie und die in Polen lebenden Deutschen mehr tun zu können, wenn ich nur wüsste, wie dies getan werden könnte. Ich danke Ihnen für Ihre Arbeit, die Sie in Westpreußen und Ostpreußen geleistet haben. Diese Arbeit hat großen Segen gestiftet, zumal dadurch, dass Sie bis zur letzten Möglichkeit dort geblieben sind.“ (13. Mai 1947) Am 6. September 1948 reiste Bulitta dann mit seinem greisen Vater, Franz Bulitta senior, in die Sowjetische Besatzungszone (SBZ) aus.
Franz Bulitta wurde in der Sowjetischen Besatzungszone bzw. später in der DDR zunächst Pfarrvertreter (vicarius substitutus) in Hedersleben/Dekanat Halberstadt (1948–1949). Anschließend wurde er am 23. September 1949 zum Kuratus von Gernrode ernannt, zeitgleich erfolgte die Ernennung zum Vikar der Pfarreien Ballenstedt und Quedlinburg. Im Jahr 1966 wurde er pensioniert und reiste in die BRD aus. Der Erzbischof von Paderborn verlieh ihm aufgrund seiner Verdienste am 23. Juli 1966 den Ehrentitel „Geistlicher Rat h. c.“. Im Westen übernahm er noch priesterliche Aufgaben im St.-Josefs-Heim in Wewelsburg/Kreis Paderborn und im Haus Klostereichen in Neheim-Hüsten sowie im Altersheim der Pfarrei St. Kilian in Letmathe/Märkischer Kreis.

## Publikationen (Auswahl)
- 1940–1948 in der Diözese Kulm. Ermlandbrief 23, Nr. 92, Münster 1970, S. 3–5.
- Geschichte der kath. Pfarre Willenberg. Ortelsburger Heimatblatt – Der Yorcksche Jäger Nov./Dez. 1973 Nr. 6, Jan./Feb. 1974 Nr. 1.
- Heimatlos – beheimatet. Gedanken zum Weihnachtsfest 1973. Ortelsburger Heimatblatt – Der Yorcksche Jäger Nov./Dez. 1973 Nr. 6.